# Dalipebinaw
Dalipebinaw – miasto w Mikronezji, w stanie Yap. Według danych szacunkowych na rok 2008 liczy 937 mieszkańców